# Saint-Sulpice-d’Excideuil
Saint-Sulpice-d’Excideuil (okzitanisch: Sent Soplesís d’Eissiduelh) ist eine französische Gemeinde mit 368 Einwohnern (Stand: 1. Januar 2022) im Département Dordogne in der Region Nouvelle-Aquitaine. Sie gehört zum Arrondissement Nontron und zum Kanton Isle-Loue-Auvézère. Zuständiger Gemeindeverband ist die Communauté de communes Isle-Loue-Auvézère en Périgord. Die Einwohner werden Saint-Sulpiçois bzw. Saint-Sulpiçoises genannt.

## Etymologie
Saint-Sulpice leitet sich ab vom Heiligen Sulpicius II. von Bourges. Der Zusatz Excideuil bezieht sich auf den Hauptort des Kantons Isle-Loue-Auvézère, der etwas weiter südöstlich liegt.

## Geographie

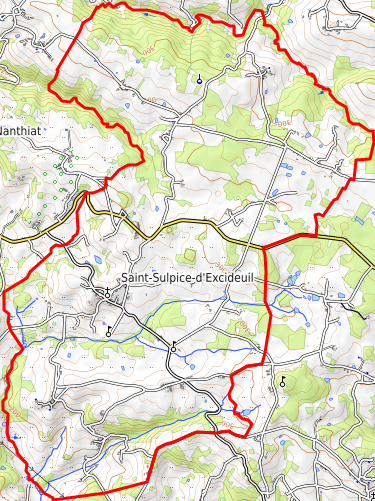
Lagekarte von Saint-Sulpice-d’Excideuil

Saint-Sulpice-d’Excideuil liegt etwa 48 Kilometer nordöstlich von Périgueux, 7 Kilometer nordwestlich von Excideuil und 7 Kilometer südöstlich von Thiviers.
Saint-Sulpice-d’Excideuil wird von folgenden Nachbargemeinden umgeben:
| Nanthiat                                 | Sarrazac                                    |                              |
| Corgnac-sur-l’Isle, Nanthiat             | Kompassrose, die auf Nachbargemeinden zeigt | Dussac                       |
| Saint-Jory-las-Bloux, Corgnac-sur-l’Isle | Saint-Germain-des-Prés                      | Dussac, Clermont-d’Excideuil |

Neben dem Ortskern besteht die Gemeinde aus folgenden Geländepunkten, Weilern, Gehöften, einer Mühle und einer Quelle:
Bouchailloux, Boueix, Boueysseix, Chapial, Clos de Lage, Engranger, Faye, La Baroutie, La Basse Baroutie, La Briasse, La Brousse, La Cerisie, La Croix du Montet, La Croix Valette, La Gauthier, La Gilardie, La Lande, La Rivière, La Roncière, La Roussille, La Tuilière, La Veyssière,  Le Buisson, Le Clos du Montet, Le Maine, Le Montet, Le Moulin de Boueix, Le Pic, Le Terme des Valettes, Les Graves, Les Murguets, Les Palanguettes, Les Plagnes, Les Rochers, Les Valettes, Malleville, Maury, Petit Noyer, Prémilhac, Puyfranc, Roche Merle, Source de la Fontenille und Veyrièras.
Der topographisch niedrigste Punkt der Gemeinde Saint-Sulpice-d’Excideuil befindet sich auf 159 Meter an der Südwestecke. Tatsächlich handelt es sich um zwei Punkte, die nur 200 Meter auseinanderliegen. Hier verlässt der Ravillou mit seinem Seitenarm, dem Ruisseau des Vaux, die Gemeinde und betritt das Gebiet von Saint-Germain-des-Prés. Der höchste Punkt nimmt 327 Meter ein und befindet sich im Norden, 600 Meter südwestlich von Boueysseix. Die absolute Höhendifferenz beträgt 168 Meter, die durchschnittliche Meerhöhe 243 Meter. Das Rathaus kommt auf 280 Meter zu liegen.

### Verkehrsanbindung
Das Gemeindegebiet von Saint-Sulpice-d’Excideuil wird in etwa mittig von der D 707 gequert. Diese Hauptverkehrsader verläuft von Thiviers im Westen nach Lanouaille im Osten, berührt aber nicht den Ortskern, der 1 Kilometer weiter südlich zu liegen kommt. Er kann aber von der D 707 aus über die D 77 nach Clermont-d’Excideuil oder über eine Kommunalstraße erreicht werden. Den Norden des Gemeindegebietes durchzieht eine Kommunalstraße von Nanthiat (über die VC 202) nach Dussac. Weitere Kommunalstraßen gewährleisten die Verbindung mit den einzelnen Weilern.

### Bodenbedeckung

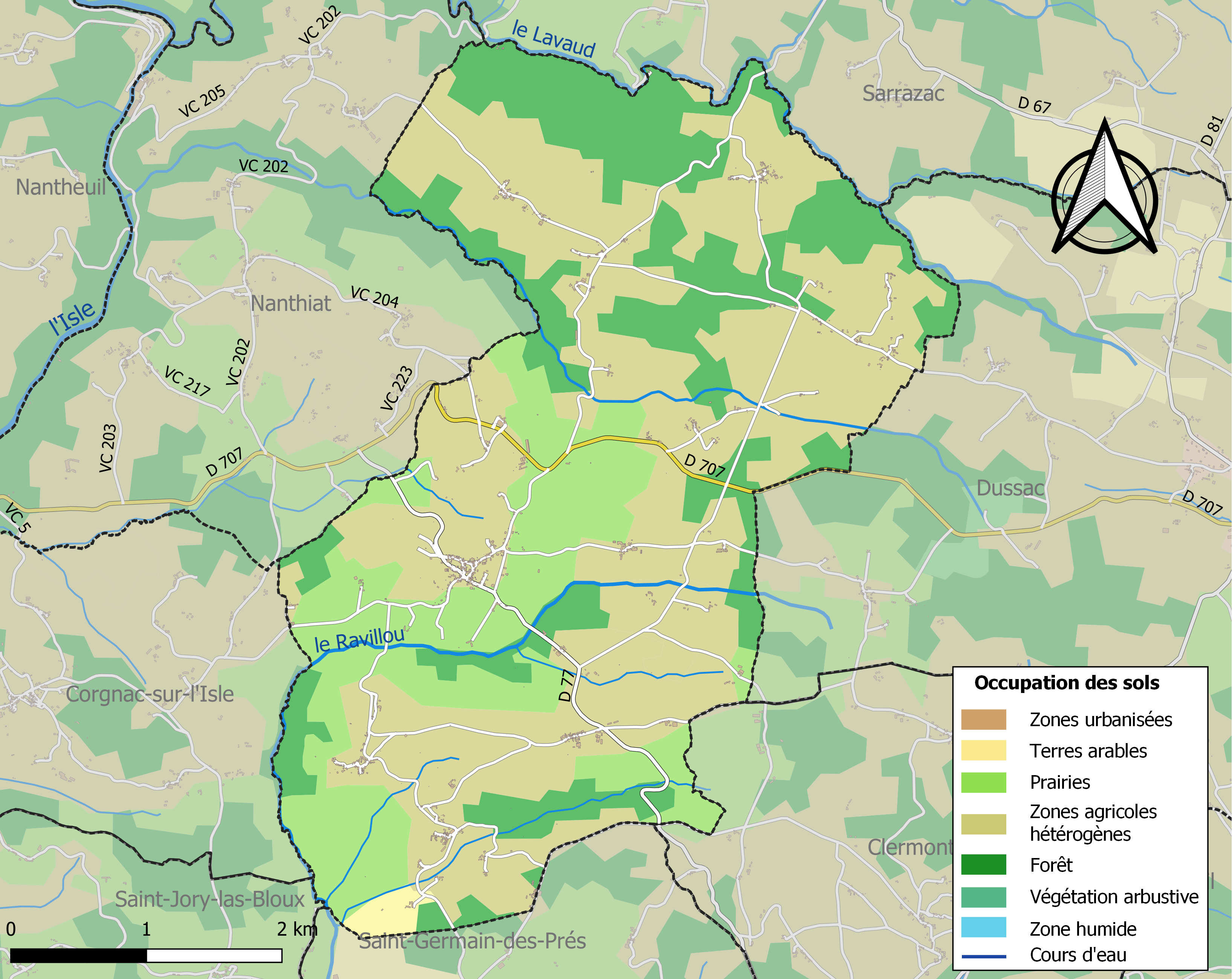
Bodenbedeckung in der Gemeinde Saint-Sulpice-d’Excideuil

Die Bodenbedeckung der Gemeinde Saint-Sulpice-d’Excideuil schlüsselt sich im Jahr 2018 gemäß der europäischen Datenbank CORINE Land Cover (CLC) wie folgt auf:
- heterogene landwirtschaftliche Nutzung – 53,7 %
- Wälder – 24,7 %
- Wiesen – 20,8 %
- dauerhaftes Kulturland – 0,8 %.

Die landwirtschaftliche Nutzung steht eindeutig im Vordergrund. Der Anteil der landwirtschaftlichen Nutzflächen ist von 76,5 % im Jahr 1990 auf 75,3 % im Jahr 2018 etwas zurückgegangen.

## Klima
Saint-Sulpice-d’Excideuil besitzt ein abgeschwächtes ozeanisches Klima  mit gemäßigtem Sommer (Cfb nach Köppen und Geiger), das sich durch folgende Parameter auszeichnet:
| Klimaparameter im Zeitraum 1971–2000 - Jahresmittel: 11,8 °C - Anzahl der Tage unter −5 °C: 2,2 - Anzahl der Tage oberhalb 30 °C: 5,5 - Maximum im Tages-Temperaturunterschied: 14,6 °C - Jahresniederschlag: 1027 mm - Niederschlagstage im Januar: 13,3 - Niederschlagstage im Juli: 7,6 |

Durch den Klimawandel zeichnen sich Erhöhungen im Jahresmittel ab, die sich bereits auch bemerkbar machen. So ist beispielsweise an der 48 Kilometer entfernten Wetterstation in Brive das langjährige Jahresmittel von 12,7 °C für 1971–2000 über 12,7 °C für 1981–2010 auf 13,0 °C für 1991–2020 angestiegen – ein Zuwachs um 0,3 °C innerhalb von 20 Jahren.

## Hydrographie

Hydrographische Karte von Saint-Sulpice-d’Excideuil

Die Gemeinde wird von mehreren kleinen Flussläufen entwässert, die alle in westliche Richtung abfließen und hierbei mehr oder weniger der regionalen Streichrichtung des Grundgebirges folgen. Die Nordgrenze der Gemeinde zu Sarrazac wird vom Lavaud gebildet, einem linken Nebenfluss der Isle. Knapp 2 Kilometer weiter südlich fließt die Torte Sabate in etwa parallel zum Lavaud. Sie demarkiert auf 2 Kilometer die Nordostgrenze zu Nanthiat und mündet ebenfalls linksseitig in die Isle. Südlich des Ortskerns fließt der Ravillou durch. Er dreht jedoch mit Erreichen der Gemeindegrenze zu Corgnac-sur-l’Isle auf Südkurs und drainiert in Richtung Loue. Die drei genannten Flüsse entspringen alle in der Gemeinde Dussac im Osten. Ein kleiner linker Nebenarm des Ravillous ist der Ruisseau des Vaux, der seinen Ausgang an der Gemeindegrenze zu Clermont-d’Excideuil nimmt.
Sämtliche Flussläufe gehören zum Flusssystem Isle-Dronne.
Die Gesamtlänge des Entwässerungsnetzes in der Gemeinde Saint-Sulpice-d’Excideuil beträgt 26 Kilometer.

## Geologie

Geologische Karte von Saint-Sulpice-d’Excideuil

Die Gemeinde Saint-Sulpice-d’Excideuil liegt bis auf seinen Südrand auf dem metamorphen Grundgebirge des nordwestlichen Massif Central.
Das Grundgebirge wird hier von der Thiviers-Payzac-Einheit repräsentiert. Deren Südwestabschnitt wird außerdem vom Corgnac-Granit intrudiert. In seinem Südteil wird das Grundgebirge von flach liegenden Sedimenten des nördlichen Aquitanischen Beckens transgrediert. Es endet mit der Randstörung des Zentralmassivs und dem Beginn des eigentlichen Aquitanischen Beckens und dessen Sedimentinhalt.

### Thiviers-Payzac-Einheit
Die Thiviers-Payzac-Einheit beginnt im Norden mit dem Payzac-Quarzit (tfρ3Χ), einer höher metamorphen Fazies des rhyodazitischen Thiviers-Sandsteins, der weiter im Süden ansteht. Die Einheit zeigt eine generelle ostsüdöstliche Streichrichtung – N 110 – mit sehr steilem Einfallen von 80° nach Südsüdwest. Engstehend eingefaltet in drei Antiklinalen ist in den Payzac-Quarzit der Engastine-Mafit – Grünschiefer (S11δθ), die aus ehemaligen Doleriten und basaltischen Tuffen hervorgegangen sind. Der Mafit ist im Tal des Lavauds aufgeschlossen. Weiter südwärts folgen dann die Serizitschiefer des Donzenac-Schiefers (S1-2), die aus Peliten und Areniten hervorgegangen sein dürften und auch Grauwackenlagen enthalten. Sie kommen nördlich der Torte Sabate zu liegen. Eingeschaltet in den Donzenac-Schiefer finden sich Graphitzüge (gra – bei Boueix und bei La Baroutie), Metavulkanite (ξgm – bei Chapial), Züge aus weißem Quarzit (χ – südlich von Montet und nördlich der Torte Sabate) sowie ein metamorphosierter Keratophyr (K2) innerhalb der Metavulkanite bei Chapial. Weiter südwärts schließt sich dann der eigentliche Thiviers-Sandstein an. Der Thiviers-Sandstein führt gelegentliche Diabasgänge (δΣβ), die ebenfalls Ostsüdost streichen. Sie treten vor allem nordöstlich des Ortskerns und östlich von Le Maine in Erscheinung.
Der Corgnac-Granit (ζγ3b) erscheint im Südwesten des Gemeinde intrusiv im Thiviers-Sandstein. Beim Corgnac-Granit handelt sich um einen kataklasischen Granit monzonitischer Zusammensetzung, der in den Grès de Thiviers eine Kontaktmetamorphose bewirkt hat, zu erkennen an Hornfelsen im Süden und Osten des Ortskerns sowie am Ravillou nordwestlich von Prémilhac. In seinem nördlichen Randbereich liegt der Granit als Orthogneis vor. Der Granit und auch der Thiviers-Sandstein werden dann südlich und südöstlich von Prémilhac brüsk von der Dussac-Störung und der Randstörung gegenüber den Unterjurasedimenten des Aquitanischen Beckens abgeschnitten. Bedingt durch die Nordost-streichende und linksverschiebende Dussac-Störung erscheinen im Südosten der Gemeinde erneut der Donzenac-Schiefer, der hier zwei kleine Diabasgänge enthält, als auch der Thiviers-Sandstein – ebenfalls mit Diabasgängen.

### Sedimentbedeckung
Die Sedimentfolge des südlichen Abschnitts beginnt mit dem Unteren Hettangium (I1) – Konglomerate, Sandsteine und Arkosen. Das folgende Oberhettangium (I2) ist dolomitisch und liegt verkieselt vor. Das daraufliegende Sinemurium (I3-4) ist oolithisch und ebenfalls verkieselt. Hierüber lagern grobe, teils dolomitische Sandsteine des Pliensbachiums (I5-6). Die Unterjuraserie endet mit Tonsteinen und grauen Mergeln des Toarciums/Aaleniums (I7-9).
Über den Unterjura legt sich bei La Veyssière eisenreicher Sidérolithique (Formation e-p), der schlecht zu datieren ist und meist in den Zeitraum Eozän bis Pliozän gestellt wird. Südöstlich des Ortskerns verdecken pliozäne bis altpleistozäne kolluviale Schotter (Formation ACF) das Grundgebirge mitsamt der Dussac-Störung, teilweise auch den Unterjura. Im äußersten Süden bei La Brousse bilden die Lockersedimente jedoch die Formation CF und überdecken den Becken-Unterjura, der hier kein Hettangium führt.
In den Flussniederungen des Lavauds und des Ravillous haben sich alluviale, rezente Sedimente abgesetzt (Formation K).

## Naturrisiken

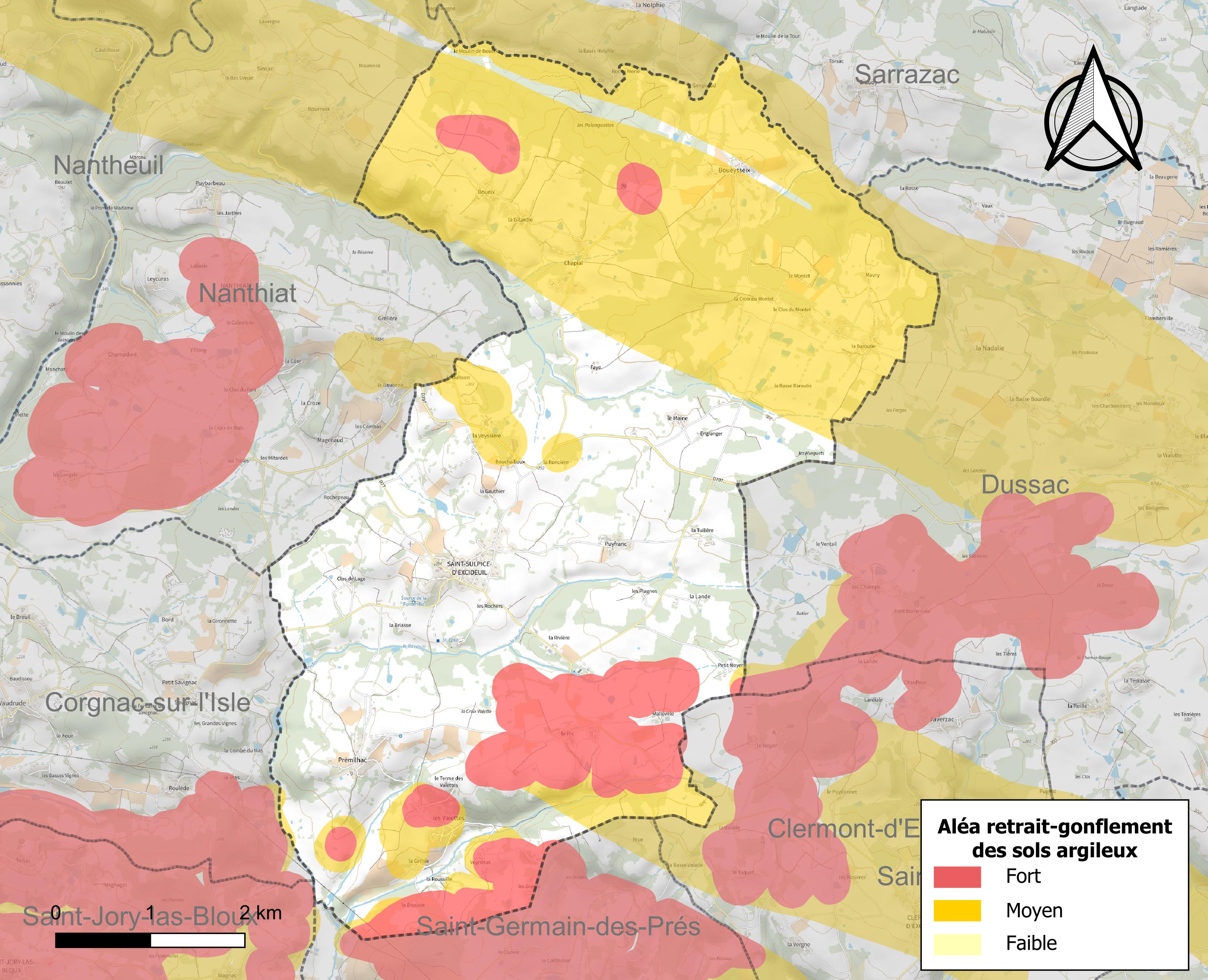
Risikokarte des Quellungs/Schrumpfungsverhältnisses von Tonmineralen in Böden für Saint-Sulpice-d’Excideuil

Naturrisiken manifestieren sich in Saint-Sulpice-d’Excideuil als
- Überschwemmungen und den mit ihnen assoziierten Schlammströmen und Hangrutschungen in den Talungen des Lavauds und des Ravillous
- Dürren
- Stürme
- Bodensetzungen
- Radonemanationen.

In den Jahren 1982, 1999, 2007 und 2008 kam es aufgrund erhöhter Niederschläge zu größeren Bodenbewegungen und Rutschungen.
Dürrejahre waren 1989 und 2005. In diesen Perioden herrschte erhöhte Waldbrandgefahr.
Ein herausragendes Wintersturmereignis war das Sturmtief Martin im Dezember 1999, das enorme Schäden an den Wäldern und auch an der Infrastruktur hinterließ. Die Zerstörungen in den Wäldern sind selbst im Jahr 2022 noch zu erkennen.
Wie die Risikokarte zeigt, ist Saint-Sulpice-d’Excideuil von der Gefahr durch Bodensetzungen mäßig bis stark betroffen, die Gefahren konzentrieren sich hierbei auf Böden des Donzenac-Schiefers, insbesondere jedoch auf die abdeckenden, plio-pleistozänen Lockersedimente im Südabschnitt.
Die Erdbebengefahr ist als relativ niedrig einzustufen, am Westrand des Massif Central sind recht seltene Beben der Stärke 3 auf der Richterskala bekannt.
Die relativ schwache, aber dennoch signifikativ vorhandene Radongefahr der Gefahrenzone 3 besteht im Inneren von Gebäuden und geschlossenen Räumen.

## Ökologie

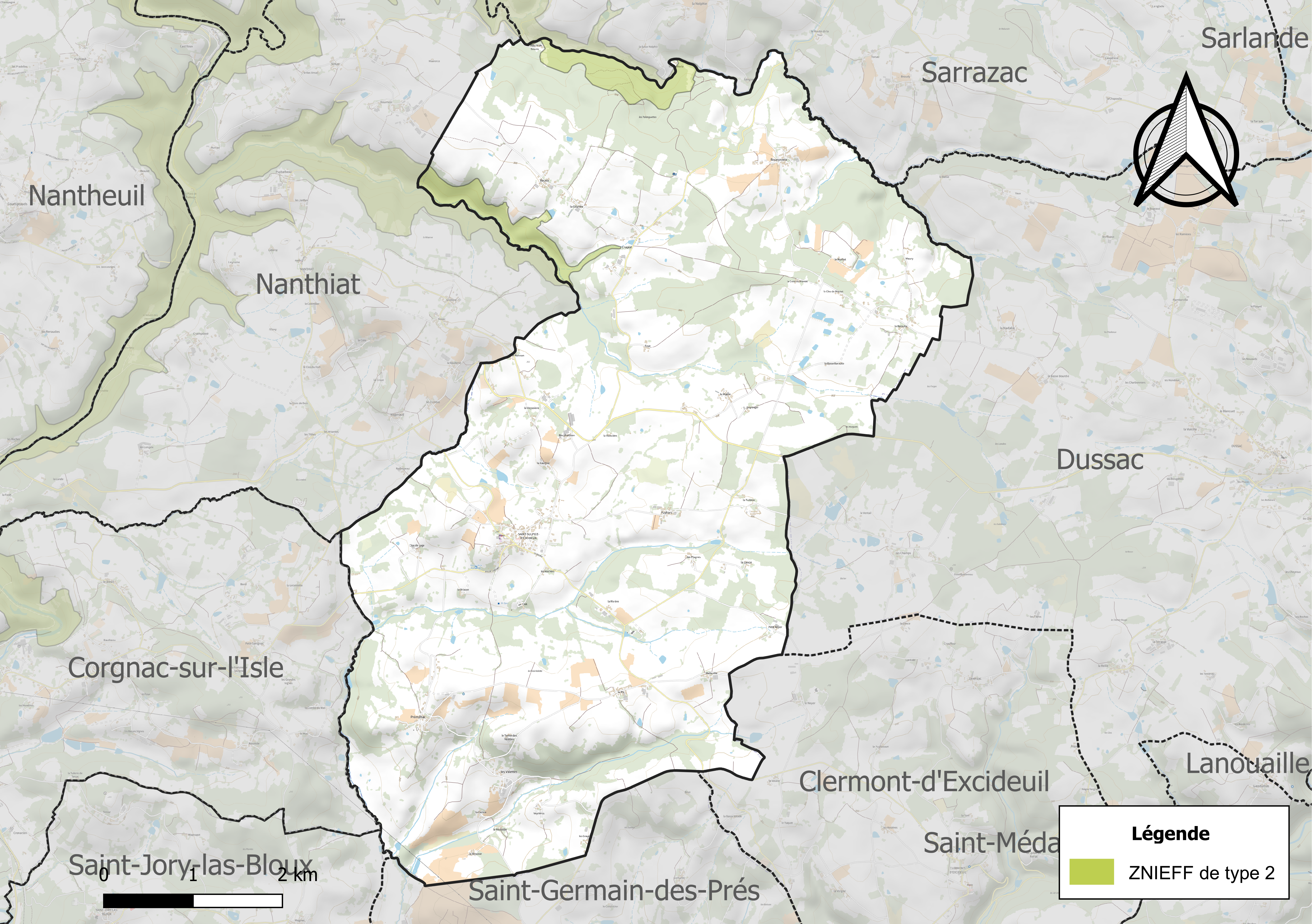
Schutzgebiete des Typus 2 in Saint-Sulpice-d’Excideuil

### Schutzgebiet des Typus 2
Die Talungen des Lavauds und der Torte Sabate bilden 2 Kilometer vor Verlassen des Gemeindegebietes von Saint-Sulpice-d’Excideuil ein Schutzgebiet des Typus 2 (Französisch ZNIEFF = zone naturel d'interêt faunistique et floristique).

## Geschichte
Ältestes Bauwerk in Saint-Sulpice-d’Excideuil ist die Ortskirche Saint-Césaire aus dem 12. Jahrhundert. Das Herrenhaus von Igonie entstand zwischen dem 15. und 16. Jahrhundert.

## Bevölkerungsentwicklung
| Jahr | Einwohner |  |
| 1962 | 656       |  |
| 1968 | 591       |  |
| 1975 | 491       |  |
| 1982 | 432       |  |
| 1990 | 406       |  |
| 1999 | 355       |  |
| 2006 | 328       |  |
| 2007 | 324       |  |
| 2012 | 308       |  |
| 2017 | 344       |  |
| 2019 | 352       |  |

Quelle: INSEE
Die Bevölkerungszahlen von Saint-Sulpice-d’Excideuil waren seit 1962 bis 2012 stark rückläufig, zeigen aber seitdem eine leichte Erholung.

## Verwaltung
Bürgermeister in Saint-Sulpice-d’Excideuil war seit Dezember 2002 der parteilose Landwirt Michel Grandchamp. Er wurde im Mai 2020 von Philippe Caillaud abgelöst.

## Präsidentschaftswahlen 2022
| Kandidaten                       | Kandidaten            | Parteien                      | Parteien            | 1. Wahlgang | 1. Wahlgang | 2. Wahlgang | 2. Wahlgang |
| Kandidaten                       | Kandidaten            | Parteien                      | Parteien            | Stimmen     | %           | Stimmen     | %           |
| -------------------------------- | --------------------- | ----------------------------- | ------------------- | ----------- | ----------- | ----------- | ----------- |
|                                  | Emmanuel Macron       | En marche !                   | EM                  | 63          | 26,58 %     | 123         | 59,13 %     |
|                                  | Marine Le Pen         | Front national                | FN                  | 45          | 18,99 %     | 85          | 40,87 %     |
|                                  | Jean-Luc Mélenchon    | Front de gauche               | FDG                 | 62          | 26,16 %     |             |             |
|                                  | Éric Zemmour          | Reconquête                    |                     | 18          | 7,59 %      |             |             |
|                                  | Valérie Pécresse      | Les Républicains              | LR                  | 13          | 5,49 %      |             |             |
|                                  | Jean Lassalle         | Résistons !                   | R                   | 13          | 5,49 %      |             |             |
|                                  | Anne Hidalgo          | Parti socialiste              | PS                  | 0           | 0,00 %      |             |             |
|                                  | Fabien Roussel        | Parti communiste français     | PC                  | 11          | 4,64 %      |             |             |
|                                  | Nicolas Dupont-Aignan | Debout la République          | DLR                 | 7           | 2,95 %      |             |             |
|                                  | Yannick Jadot         | Europe Écologie-Les Verts     | EELV                | 3           | 1,27 %      |             |             |
|                                  | Nathalie Arthaud      | Lutte Ouvrière                | LO                  | 1           | 0,42 %      |             |             |
|                                  | Philippe Poutou       | Nouveau Parti anticapitaliste | NPA                 | 1           | 0,42 %      |             |             |
|                                  |                       |                               |                     |             |             |             |             |
| Gesamt                           | Gesamt                | Gesamt                        | Gesamt              | 237         | 100 %       | 208         | 100 %       |
|                                  |                       |                               |                     |             |             |             |             |
| Gültige Stimmen                  | Gültige Stimmen       | Gültige Stimmen               | Gültige Stimmen     | 237         | 98,75 %     | 208         | 87,76 %     |
| Ungültige Stimmen                | Ungültige Stimmen     | Ungültige Stimmen             | Ungültige Stimmen   | 3           | 1,25 %      | 29          | 12,24 %     |
| Wahlbeteiligung                  | Wahlbeteiligung       | Wahlbeteiligung               | Wahlbeteiligung     | 240         | 84,21 %     | 237         | 83,45 %     |
| Enthaltungen                     | Enthaltungen          | Enthaltungen                  | Enthaltungen        | 45          | 15,79 %     | 47          | 16,55 %     |
| Registrierte Wähler              | Registrierte Wähler   | Registrierte Wähler           | Registrierte Wähler | 285         |             | 284         |             |
|                                  |                       |                               |                     |             |             |             |             |
| Quelle: Ministère de l'Intérieur |                       |                               |                     |             |             |             |             |

Die Präsidentschaftswahlen 2022 in Saint-Sulpice-d’Excideuil konnte Emmanuel Macron deutlich für sich entscheiden.

## Wirtschaft

### Beschäftigung
Im Jahr 2015 betrug die erwerbsfähige Bevölkerung zwischen 15 und 64 Jahren 130 Personen bzw. 40,5 % der Gesamtbevölkerung. Im Vergleich zu 2010 hat sich die Zahl der Arbeitslosen von 13 auf 12 verringert, die Arbeitslosenquote liegt somit jetzt bei 9,4 %.

### Unternehmen
Am 31. Dezember 2015 waren 38 Unternehmen in Saint-Sulpice-d’Excideuil ansässig, davon 13 im Sektor Handel, Transport oder Dienstleistungen, 12 in Landwirtschaft, Forsten und Fischerei, 7 im Baugewerbe, 3 in der Industrie und 3 im Sektor Verwaltung, Bildung, Gesundheit oder Soziales.

## Sehenswürdigkeiten
- Kirche Saint-Césaire aus dem 12. Jahrhundert, seit 1974 Monument historique
- Herrenhaus von Igonie aus dem 15./16. Jahrhundert, Monument historique seit 1965
- Schloss Prémilhac

## Photogalerie

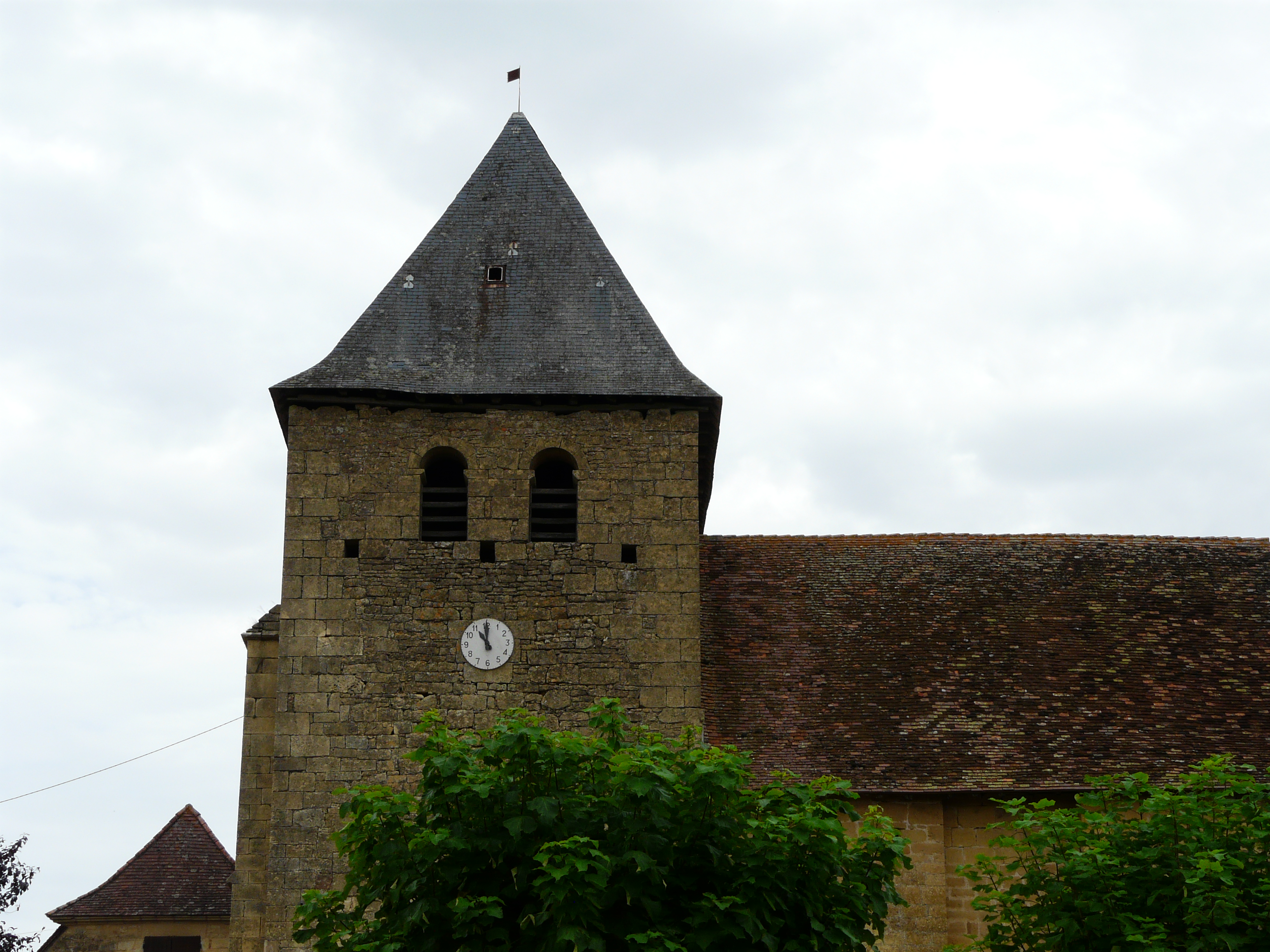
Kirche Saint-Césaire
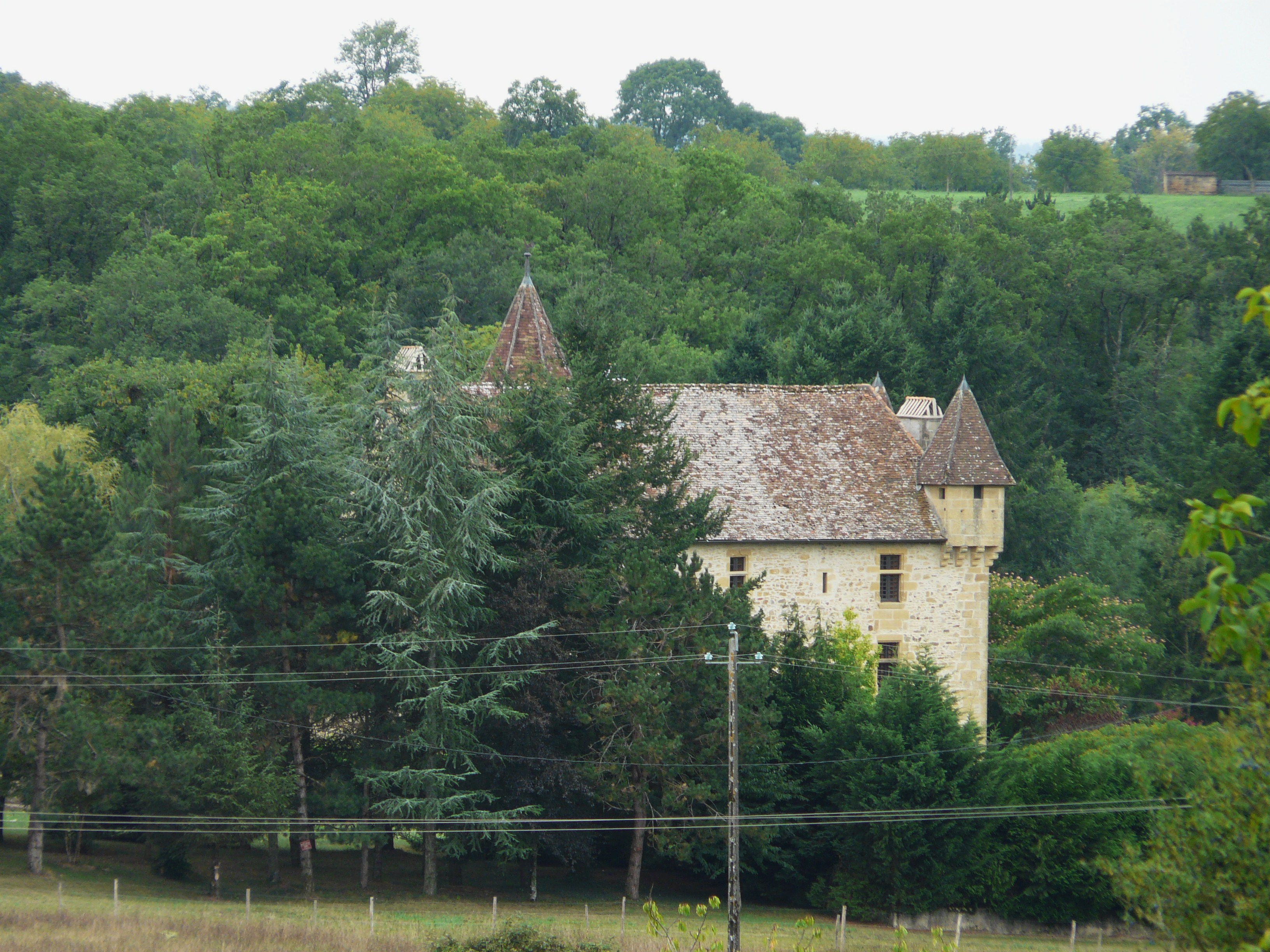
Herrenhaus Igonie
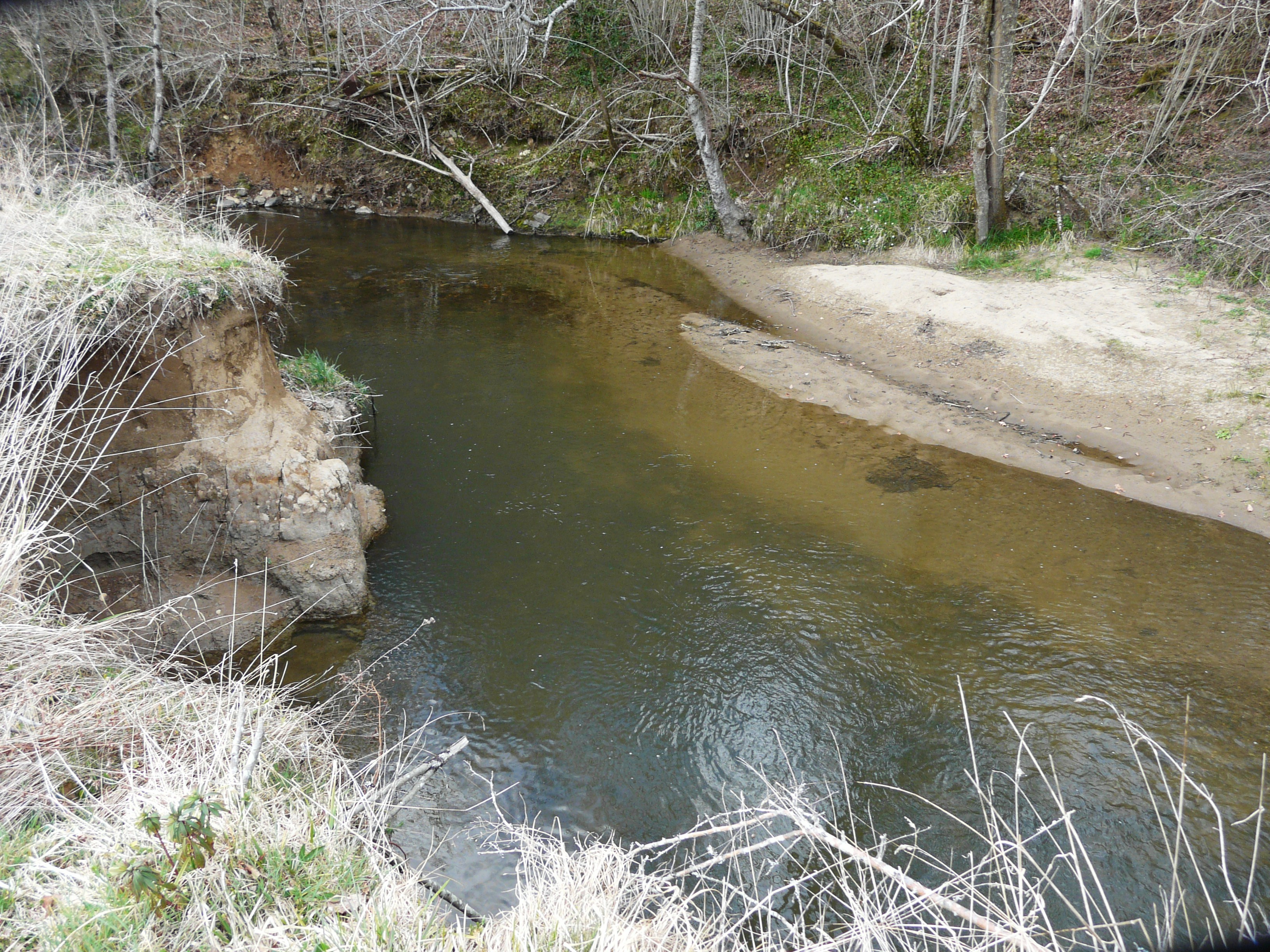
Der Lavaud flussaufwärts von Gengireau an der Grenze zu Sarrazac